# 15890 Prachatice
15890 Prachatice este o planetă minoră (asteroid) din centura de asteroizi. A fost descoperită pe 3 aprilie 1997 la Observatorul Kleť de Miloš Tichý⁠(d) și a fost numită după Prachatice. 
Obiectul prezintă o orbită caracterizată de o semiaxă mare de 2,1411774 UAi, o excentricitate de 0,1, o înclinație de 2,66968 ° în raport cu ecliptica.